# Viliam Záborský
Viliam Záborský (Verebély, 1920. október 9. – Prága, 1982. február 5.) szlovák színész, tanár.

## Élete
1938-ban a pozsonyi gimnázium tanulójaként az állami drámapályázat második díját nyerte el. A középiskola elvégzése után 1940-ben beiratkozott a pozsonyi Comenius Egyetem filozófiai karára és ezzel párhuzamosan a Zene- és Színművészeti Akadémiára. 1940-től a Szlovák Nemzeti Színház társulatának tagja. Jelentősen hozzájárult az első szlovák színház identitásának kialakításához. Kiváló mesemondó is volt, a szlovák mesemondó művészet egyik megalapozója. Több fesztiválon is fellépett (Hviezdoslavov Kubín, Neumannove Poděbrady), a rádióban és a televízióban. Televíziós drámákban főszerepet játszott, például 1971-ben Hviezdoslav Hájniková ženájában(A csősz feleségében).
Fontos oktatói tevékenysége is, melyet 1944-től 1950-ig a Pozsonyi Konzervatóriumban, 1950-től a Szlovák Zenei és Színművészeti Akadémia  végzett, ahol 1952-től 1953-ig a színjátszó tanszék vezetője volt. 1963-ban oktatói, 1969-ben professzori címet szerzett. 1966-tól 1972-ig a Szlovák Zenei és Színművészeti Akadémia prózai és bábszínházi karának dékánja volt.
Szisztematikusan képezte magát a művészi nyelv tanulmányozására és kutatására. Egy egyetemi kiejtési és színészi tankönyv (Výslovnosť a prednes) szerzője is volt.
1966-ban az állam Érdemes Művésze, 1973-ban pedig a Nemzet Művésze címet adományozták neki.

## Filmográfia
- 1948: Bílá tma
- 1948: Vlčie diery
- 1949: Katka
- 1950: Priehrada
- 1952: Mladé srdcia
- 1953: Pole neorané
- 1955: Štvorylka (csehszlovák vígjáték)
- 1955: Žena z Vrchov
- 1956: Čisté ruky
- 1957: Posledná bosorka
- 1957: Štyridsaťštyri
- 1959: Dom na rázcestí
- 1959: Muž, ktorý sa nevrátil (csehszlovák krimi)
- 1960: Prerušená pieseň
- 1962–1963: Jánošík I-II
- 1963: Ivanov
- 1965: Smrť prichádza v daždi
- 1967: Rok na dedine
- 1971: Parížski mohykáni (csehszlovák filmsorozat)
- 1971: Kocúrkovo (csehszlovák filmdráma)
- 1971: Hájnikova žena
- 1971 : Priehrštie vzdychov (csehszlovák filmdráma)
- 1973: Cid (csehszlovák filmdráma)
- 1974: Zorenka (csehszlovák mesefilm)
- 1975: Vivát, Benyovszky! (magyar-csehszlovák tévéfilmsorozat)…Lentulay
- 1977: Advokátka
- 1977: Louis Pasteur (csehszlovák történelmi dráma)
- 1977: Bludička
- 1977: Sedem krátkych rokov inžiniera Hagaru (csehszlovák tévéfilm)
- 1978: Kazko Vlasko (csehszlovák mesefilm)
- 1978: Izrafel (csehszlovák tévéfilm)

## Fordítás
- Ez a szócikk részben vagy egészben  a   Viliam Záborský című szlovák Wikipédia-szócikk ezen változatának fordításán alapul.  Az eredeti cikk szerkesztőit annak laptörténete sorolja fel. Ez a jelzés csupán a megfogalmazás eredetét és a szerzői jogokat jelzi, nem szolgál a cikkben szereplő információk forrásmegjelöléseként.